# Потреро (Каліфорнія)
Потреро (англ. Potrero) — переписна місцевість (CDP) в США, в окрузі Сан-Дієго штату Каліфорнія. Населення — 648 осіб (2020).

## Географія
Потреро розташоване за координатами 32°36′47″ пн. ш. 116°36′25″ зх. д. / 32.61306° пн. ш. 116.60694° зх. д. (32.613085, -116.606814).  За даними Бюро перепису населення США в 2010 році переписна місцевість мала площу 8,16 км², уся площа — суходіл.

## Демографія
Згідно з переписом 2010 року, у переписній місцевості мешкало 656 осіб у 189 домогосподарствах у складі 135 родин. Густота населення становила 80 осіб/км².  Було 208 помешкань (26/км²).
Расовий склад населення:
| - 51,5 % — білих - 1,2 % — корінних американців - 0,5 % — вихідців з тихоокеанських островів - 42,8 % — осіб інших рас |

До двох чи більше рас належало 4,0 %. Частка іспаномовних становила 76,1 % від усіх жителів.
За віковим діапазоном населення розподілялося таким чином: 33,1 % — особи молодші 18 років, 56,5 % — особи у віці 18—64 років, 10,4 % — особи у віці 65 років та старші. Медіана віку мешканця становила 32,4 року. На 100 осіб жіночої статі у переписній місцевості припадало 103,1 чоловіків;  на 100 жінок у віці від 18 років та старших — 97,7 чоловіків також старших 18 років.
Середній дохід на одне домашнє господарство  становив 34 703 долари США (медіана — 27 375), а середній дохід на одну сім'ю — 36 766 доларів (медіана — 38 039). За межею бідності перебувало 8,8 % осіб, у тому числі 6,9 % дітей у віці до 18 років та 21,9 % осіб у віці 65 років та старших.
Цивільне працевлаштоване населення становило 192 особи. Основні галузі зайнятості: науковці, спеціалісти, менеджери — 46,9 %, освіта, охорона здоров'я та соціальна допомога — 35,4 %, будівництво — 9,9 %, оптова торгівля — 7,8 %.